# Dasyhelea jucunda
Dasyhelea jucunda är en tvåvingeart som beskrevs av John William Scott Macfie 1932. Dasyhelea jucunda ingår i släktet Dasyhelea och familjen svidknott. Inga underarter finns listade i Catalogue of Life.